# Ádi Sankara
Ádi Sankara vagy Sankarácsárja (szanszkrit: शंकर, nyugati átírással: Shankara), (788 körül – 820 körül) indiai filozófus és szent, India hindu vallási vezetésének és a szvámi rendnek a megalapítója, az advaita védánta néven ismertté vált filozófiai iskola létrehozója. 
Hatalmas életművét számtalan kutató tanulmányozza. Az indiai kultúrára és gondolkodásmód alakulására gyakorolt hatása óriási értékű.
A hagyomány több Sankaráról is beszél, ami a valláskutatókat sokszor összezavarja, a nevéhez tett ácsárja szó pedig egy titulust jelöl ("guru, mester"). A névelnevezésben az ádi szó azt jelöli, hogy a sankarácsárják közül ő az első.

## Élete
Feltehetőleg 788-ban született a délnyugat-indiai Keralában, egy Kaladi nevű településen. A kutatók szerint 32 évet élt, azonban az a könyvtárnyi irodalom, amelyet neki tulajdonítanak, nehezen jöhetett létre ennyi idő alatt.
A brahminok magas szintű kasztjába született. A hagyomány szerint apja hamar elhunyt, így a félárva Sankara nyolc évesen vándorútra kelt. Hosszú vándorút után kora egyik ismert mesterének, Govindának a tanítványává lett. Govinda mestere az a Gaudapada volt, akit az első advaita filozófiát kifejtő mű szerzőjének tartanak. Az ifjú Sankara úgy szívta magába a szellemi bölcseletet, mint szivacs a vizet, és bár teste gyermek volt még, maga is nagy tanítóvá vált. Első tanítványai Benáreszben csatlakoztak hozzá. Velük vándorolt a himalájai szent városba, Badrináthba, ahol tizenkét éves korában megírta híres magyarázatát a Brahma-szútrához, majd kommentárjait az Upanisádokhoz, az ősi India hagyományait őrző szent iratokhoz. Ezt követően visszatért Benáreszbe, ahol éveken át tanított és térített, majd ismét hosszú vándorútra indult. Vándorlásai során számtalan csodálatos esemény történt vele, például szeretett anyja halála után a saját tenyeréből előtörő tűzzel hamvasztotta el anyja testét.
Tökéletes uralmat gyakorolt önmaga felett, és a hagyományok szerint rendelkezett a sziddhiknek nevezett misztikus képességekkel. Egyes tanítók Síva megtestesülésének tartják őt. Meglepő módon térített: a korabeli szokás alapján aki elveszítette a szellemi kérdések körül forgó vitát, az a győztes tanítványává vált.
Sankara a kor minden fontosabb filozófiai irányzatával vitába szállt azért, hogy megújítsa az emberek gondolkodásmódját. Törekedett arra, hogy összhangba hozza a buddhizmust a hinduizmussal, vagyis a hindu kultúra szülötteinek is érthetővé tegye a tant, amelyet Buddha hirdetett. Emellett megpróbálta emberi fogalmakkal megmagyarázni és nyelvi formába önteni az emberi értelem számára nehezen megfogható szellemi tanításokat. Megalapította az Advaita védánta (azaz: kettősség nélküli) néven ismertté vált iskolát, melynek alapvető tanítása volt, hogy a világalkotó princípium szellemi jellegű, osztatlan, kettősség nélküli, azaz egy; az Egyből, a Világlélekből, a Brahmanból bontakozik ki minden. Az ember legbensőbb lényege, önvalója az átman, a bennünk lévő lélek nem pusztul el a halállal, hiszen az a Brahmannal azonos. 
A Védánta-szövegek újraértelmezésével nagy fontosságú kísérletet tett arra, hogy a sok egymás mellett létező vallásos nézetet és kultuszformát egyetlen végső, nagy egésszé foglalja össze. Rendszeréhez felhasználta a későbbi buddhista filozófusoknak a kétfokozatú igazságról szóló tanítását, ezzel magáévá tette azt a nézetet, amely szerint a jelenségek világában minden vallási formának megvan a maga létjogosultsága, a legfőbb valóság azonban csak tökéletlenül fogható fel. A különféle vallások a legfőbb egyetemes igazságnak csak feltételezett részletaspektusai, az igazság maga azonban túl van a májá (világillúzió) sokszerűségének látszatán, és csak a meditatív elmélyülés révén ismerhető meg. Sankara kétszintes tanépülete ily módon egyesíti magában az a kozmikus teopantizmust — eszerint csak egy legfőbb, személytelen Minden-Egy létezik — a világ személyes urában való hittel, amelynek viszont csak a májá területén belül van érvénye. Minden tan és valamennyi kultusz csupán lépcsőfok az abszolút igazság megszerzéséhez vezető úton, maga az igazság túl van szavakon és gondolatokon. Sankara tana nagy visszhangra talált a legtöbb hindunál, és ma a filozófiailag képzettek körében az ortodox bráhmanizmus legbefolyásosabb kifejezési formájának számít.
Megalapította azt a szerzetesrendet, amelyre a 10 ágból álló szvámi rend épül, valamint India négy sarkában kolostorokat hozott létre, s ezzel 4 vallási régióra osztotta az országot. Ezen központok élére fő tanítványai közül választott vezetőket. E kolostorok a keralai Sringériben, a Kathiawar-félszigeten lévő Dvarkában, az északkelet-indiai Puriban és a himalájai Badrinathban működnek.
A hagyomány szerint a Himalája szent városában, Kedarnathban halt meg 32 éves korában.

## Magyarul
- A Brahma-szútra magyarázata; ford., jegyz. Ruzsa Ferenc; Kossuth, Bp., 1996
- A védánta filozófiája és más bölcseleti rendszerek; szanszkritból ford., jegyz. Fajd Ernő; Farkas Lőrinc Imre, Bp., 1996